# 阿拜亞湖

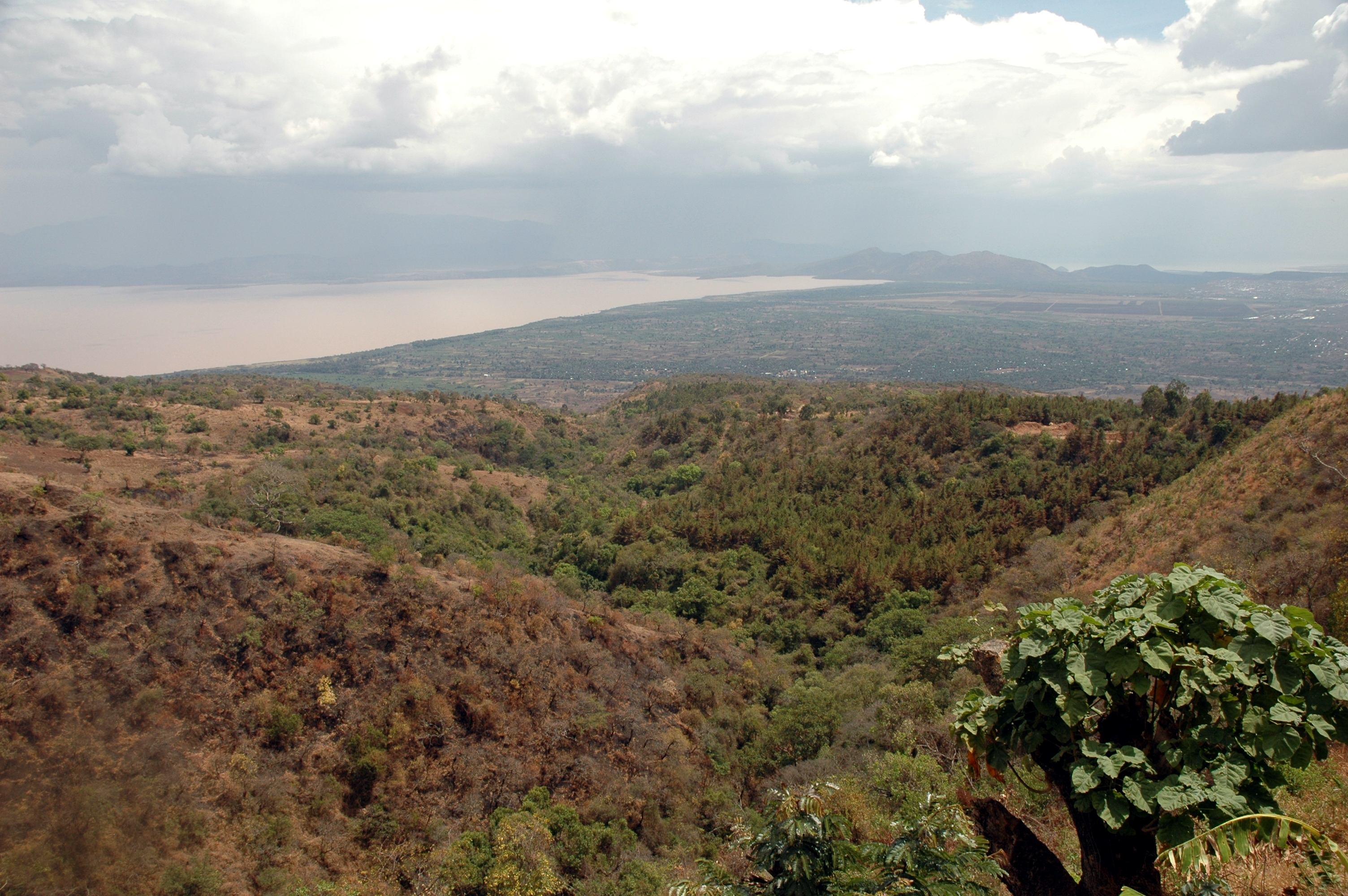
阿拜亞湖

阿拜亞湖（Lake Abaya，阿姆哈拉語︰Abaya Hayk）是埃塞俄比亞南方各族州的湖泊，位於東非大裂谷，南面是查莫湖。湖長60公里、闊20公里，湖泊面積1,162平方公里，最大深度13.1米，海拔1,285米。
阿拜亞湖中央有多個島嶼，每年出產412噸魚穫。

## 外部連結
- ILEC database entry for Lake Abaya 阿拜亞湖相关咨料
- 阿拜亞湖照片